# تسمية كيبك
الاسم الحقيقي لمدينة كيبك هو كيبك(مع لهجة حادة)، في كل من اللغتين الرسميتين لكندا (اللغة الإنجليزية واللغة الفرنسية). هذا الاسم يستخدم من قبل كل من حكومة كندا الاتحادية وحكومة كيبك الجهوية. ونميز لهجة حادة بين الاسم الإنجليزي الرسمي لمدينة كيبك، والاسم الدستوري الإنجليزي لمقاطعة كيبك.
في النصوص الإنكليزية الغير الرسمية، ليس من غير المألوف إلى أن يشار إلى كيبك باسم «مدينة كيبيك». باللغة الفرنسية، أسماء المناطق الجغرافية مثل المقاطعات والبلدان عادة ما يسبقها اداة تعريف في حين أن أسماء المدن ليست كذلك (ما لم يكن جزء من الاسم، مثل "La Malbaie"). نتيجة لذلك، تسمى المقاطعة «مقاطعة كيبيك»(«في مقاطعة كيبك» = au Québec, «من مقاطعة كيبك» = du Québec). في حين أن المدينة لا تزال تنطق ببساطة «كيبك» («في مدينة كيبك» = à Québec, «من مدينة كيبك» = de Québec). حين يقتضي السياق المزيد من التمييز، كلمات مثل la ville de Québec وla province de Québec يمكن استخدامها (مع الحرص على عدم كتب أول حرف كبيرا في كلمة ville).
اسم البلدية التي وضعت لتحكم كيبك هو فيل دي كيبيك أو Ville de Québec، باللغتين الإنجليزية والفرنسية. اصطلاح التسمية ينطبق على جميع البلديات المحلية في المقاطعة (مثلا فيل دي مونتريال هي الهيئة التي تحكم مونتريال، الخ) وهكذا، إذا "Ville de..." كتب أول حرفها كبيرا، هذا يشير إلى الهيئة الاعتبارية الحاكمة، وليس جزءا من الاسم. في قسم اللغة الإنجليزية الموقع الرسمي للمدينة، فإن المدينة مختلفة يشار إليها باسم "Québec" و"Québec City" (بلكنة) في حين أن الهيئة الاعتبارية يشار إليها "City of Québec".
سكان كيبك يدعون، في الفرنسية، بQuébécois (للذكر) وquébécoise (للأنثى). لتفادي الخلط مع Québécois التي تعني سكان المقاطعة، فإن مصطلح Québécois de Québec يشير لسكان المدينة أحيانا. باللغة الإنكليزية، المصطلحات Quebecer (أو Quebecker) و Québécois هي شائعة.
أيضا، مدينة كيبك يشار إليها أحيانا ب"la capitale nationale" («العاصمة الوطنية»). الحكومة سمتها رسميا على هذا النحو في إطار حزب الاتحاد الوطني. المنطقة الجهوية الإدارية حيث تقع المدينة تحمل اسم Capitale-Nationale (مع كتب أول حرف كبيرا). كلمة «Nationale» هو صفة للاسم nation (أمة) يستعمل بمعناه العادي الأساسي، الذي يشير إلى كيبك كأمة داخل البلد كندا، وليس لديه معنى على السيادة.